# Elizabeth Klarer
Elizabeth Klarer (* 1910 in Mooi River, Natal; † 1994) war eine südafrikanische Frau, die behauptete, zwischen 1954 und 1963 mehrfach einem UFO begegnet und von Außerirdischen auf deren Heimatplaneten eingeladen worden zu sein, wo sie von einem Außerirdischen ein Kind bekommen haben soll.

## Leben
Elizabeth Klarer wurde 1910 in Mooi River geboren, einer Kleinstadt in der südafrikanischen Provinz KwaZulu-Natal. Dort wuchs sie auf einem Bauernhof auf. Später wurde sie in Cambridge zur Meteorologin ausgebildet und studierte am Trinity College Musik.
Im Zweiten Weltkrieg war sie für den südafrikanischen Luftwaffengeheimdienst tätig und beteiligte sich an der Dekodierung des Nachrichtenverkehrs des Dritten Reiches.
Sie gebar nachweislich zwei Kinder, darüber hinaus gab sie an, einen Alien-Mensch-Hybriden namens Ayling geboren zu haben, der auf einem fremden Planeten im Proxima Centauri-System mit dem Namen Meton leben soll.

## Fallbeschreibung
Im Alter von sieben Jahren wollte Elizabeth Klarer ein Raumschiff am Himmel in der Nähe ihrer Wohnung gesehen haben. Von da an soll es immer wieder zu telepathischer Kommunikation zwischen Elizabeth und Akon, einem Mitglied der Crew des Raumfahrzeugs gekommen sein.
Im April 1956 soll das Raumschiff in den Drakensbergen erneut erschienen sein und Elizabeth Klarer meinte, an Bord des Raumschiffes gewesen zu sein.
Das silbrig glänzende Raumschiff sei vollkommen rund gewesen, etwa 60 Meter im Durchmesser, mit einem sehr großen Rumpf und einer flachen, von Bullaugen umgebenen, Kuppel.
Im November 1957 betrat Klarer das Raumschiff erneut, um ihren Liebhaber Akon zu treffen.
Dessen Erscheinungsbild sei menschlich, jedoch sei seine Rasse durchschnittlich größer, und generell sehr gutaussehend gewesen. Alle seien einfach bekleidet gewesen und hätten angegeben, im Alter von 2000 Jahren noch als jung zu gelten. Charakterlich seien die Außerirdischen rücksichtsvoll und sanft, nicht aggressiv oder gewalttätig.
Nachdem sie auf die Erde zurückgekehrt sei, soll Elizabeth Klarer ihren Angaben nach achteinhalb Monaten lang, vor allem von amerikanischen und sowjetischen Geheimdienstmitarbeitern, bedrängt worden sein, wobei es auch zu Entführungsversuchen gekommen sein soll.
Daher soll Akon erneut erschienen sein und sie in sein Heimatsonnensystem, Proxima Centauri, auf den Planeten Meton, gebracht haben, wo sie für vier Monate mit ihm gelebt haben will.
Meton soll von ähnlicher Größe sein wie die Erde und mit großen Meeren bedeckt, wobei es nur Inseln, nicht jedoch Kontinente geben soll.
Auf Meton gebar Elizabeth Klarer ihren Angaben nach ihr Kind Ayling. Jedoch sei wegen des Luftdrucks auf Meton ihr Herz nicht in der Lage gewesen, sich anzupassen, weshalb sie gezwungen gewesen sei, zur Erde zurückzukehren.
Beweise für ihre Behauptungen vermochte Elizabeth Klarer nie vorzubringen.

## Bewertung
In seinem Buch Extraterrestrials and the American Zeitgeist: Alien Contact Tales Since the 1950s bemerkt der amerikanische Historiker Aaron John Gulyas, dass das Geschlechterverhältnis in Elizabeth Klarers Erzählung dem bevorzugten Bild in der Mitte des 20. Jahrhunderts entspricht: Der „Alien“-Mann Akon präsentiert sich als aktiv, besitzergreifend und fürsorglich, vor allem aber als bestimmend. Das sexuelle Moment in Beyond the Light Barrier, so schreibt Gulyas weiter, ist stets mit Fortpflanzung und Rasse verknüpft. So beschreibt Elizabeth Klarer die Metoner als Wesen mit „den asketischen Zügen einer uralten Rasse, sie trugen die graziöse Würde und die heitere Gelassenheit von Jahrhunderten reiner Fortpflanzung und richtigen Denkens und Lebens zur Schau.“ Sie entsprachen so einem als genetisch verstandenen „reinen Typus“ des „weißen Menschen“ (Kaukasier).
Weiterhin stellt Gulyas fest, dass Elizabeth Klarers Buch den Versuch darstellte, angesichts der Umbrüche zu Beginn der 1970er-Jahre – auch und gerade in Südafrika – die „Werte“ der 1950er wiederzubeleben. Die Autorin plädiere für die Unterwerfung der schwarzen Südafrikaner, für Rassentrennung und traditionelle Geschlechterrollen zu einer Zeit, als die Politik der Apartheid immer stärker in die Kritik geriet und die neuerstarkte feministische Bewegung das traditionelle Machtverhältnis zwischen Männern und Frauen in Frage stellte. In der Form einer „intergalaktischen Liebesromanze“ konnte die Autorin ihre Ängste und Voreingenommenheit hier unter einer Tarnung aussprechen. Ihre Erzählung, so schlussfolgert Gulyas, zeige, dass Berichte über Kontakte mit Außerirdischen sich stets auf die Zeitumstände der Erzählenden beziehen und als Vehikel für unterschiedliche Vorstellungen über die Lösung aktueller, als krisenhaft empfundener sozialer oder politischer Probleme dienen.